# 中野致明
中野 致明（なかの ちめい / むねあきら、嘉永元年6月1日〈1848年7月1日〉 - 1917年〈大正6年〉8月16日）は、明治から大正にかけて活動した日本の実業家。佐賀県にて多数の会社経営に関わった。

## 経歴
嘉永元年6月1日（新暦：1848年7月1日）、中野兵次（中野数馬）の長男として生まれた。父は肥前国佐賀藩の家老、出生地は佐賀城下赤松町（現・佐賀市赤松町）。
明治維新後の1879年（明治12年）、鍋島直暠ら旧佐賀藩士と伊丹家・古賀家ら旧藩御用商人によって第百六国立銀行が設立される（後の佐賀百六銀行、1941年住友銀行へ統合）。父兵次も設立時取締役に名を連ねた銀行で、致明も4年後の1883年（明治16年）その支配人に就任。その後取締役を経て第2代頭取となった。銀行業では佐賀百六銀行頭取在任中の1896年（明治29年）、佐賀貯蓄銀行の設立に際しその初代頭取にも就任している。
旧藩主鍋島家家扶に銀行頭取を兼ねる中野は旧藩主や地元からの信望篤く、1897年（明治30年）の佐賀商業会議所創立に関わったのち翌年2代会頭に就任。厚生舎（1884年に鍋島直大が設立した士族女子授産のための佐賀産品生産施設）舎主のほか、佐賀セメント、肥前漁業などの重役を務め、1901年（明治34年）には佐賀馬車鉄道（のちの佐賀電気軌道）発起人となるなど、県内企業の育成を支援し、佐賀財界首脳として重要な役割を果した。
電気事業では、旧鹿島藩出身の実業家牟田万次郎が主導する水力発電計画に参加して伊丹弥太郎ら佐賀の財界人とともに発起人に名を連ね、1906年（明治39年）11月に広滝水力電気として会社設立に至ると佐賀財界を代表してその社長に就任した。ただし経営の実務は専務となった牟田が担った。同社が福澤桃介・松永安左エ門らの参加を受けて1910年（明治43年）に改組した九州電気でも引き続き社長を務める。1912年（明治45年）6月、九州電気が福岡市の博多電灯軌道と合併し九州電灯鉄道となると、中野は同社取締役となった。合併に際し、福澤に働きかけ合併後の本社を佐賀ではなく福岡市に置く代わりに伊丹弥太郎を社長に推薦している。
1916年（大正5年）、実業界を引退し、佐賀百六銀行・佐賀貯蓄銀行の頭取は吉田久太郎に譲った。九州電灯鉄道取締役も同年12月に辞任している。翌1917年（大正6年）8月16日に死去。

## 家族
次男は佐賀美術協会の創設メンバーである洋画家の山口亮一。中野は同協会の後援会会長となり、佐賀財界を挙げて支援した。